# 卡波利 (夏威夷州)
卡波利（英語：Kapolei）是位於美國夏威夷州檀香山縣的一個人口普查指定地區。

## 地理
卡波利的座標為21°20′05″N 158°04′51″W / 21.33472°N 158.08083°W，而該地最高點為海拔高度16米（即51英尺）。

## 人口
根據2010年美國人口普查的數據，卡波利的面積為10.70平方千米，均為陸地。當地共有人口107234人，而人口密度為每平方千米10,021.87人。